# رافاييل مونتيز
رافاييل مونتيز (بالبرتغالية: Raphaël Montes de Carvalho) هو كاتب وسيناريست ومحام برازيلي من مواليد 20 سبتمبر 1990 بريو دي جانيرو، يعد واحدا من أهم الأصوات الروائية البرازيلية في مجال أدب الجريمة، وتشتهر رواياته بالطابع التشويقي والقدرة على المزج بين الفكاهة السوداء والعنف والجريمة. بدأ مشواره الأدبي في سن الثامنة عشر، وأصدر روايته الأولى «انتحار» سنة 2010، والتي فازت بعدة جوائز أدبية في البرازيل. توالت رواياته بعدها، وترجمت إلى أكثر من 10 لغات في العالم.

## أعماله الأدبية
- انتحار (رواية، 2010)
- أيام رائعة (رواية، 2014)
- القرية (مجموعة قصصية، 2015)
- عشاء سري (رواية، 2016)
- امرأة في الظلام (رواية، 2019)